# Lorenzo Dellai
Lorenzo Dellai (Trento, 28 novembre 1959) è un politico italiano, sindaco di Trento dal 15 giugno 1990 al 2 ottobre 1998, presidente della provincia autonoma di Trento dal 24 febbraio 1999 al 29 dicembre 2012 e deputato per la XVII legislatura della Repubblica Italiana.

## Biografia

### Sindaco di Trento
Dopo le elezioni amministrative del 1990, Dellai è stato eletto sindaco di Trento, alla guida di una coalizione che comprendeva Democrazia Cristiana, Partito Socialista Italiano e Verdi. Nel 1995 è stato poi rieletto sindaco alla guida di una coalizione di centro-sinistra con il 51,7 % dei voti.
Dellai ha ideato e guidato la lista Civica Margherita, aggregazione di forze popolari e riformiste del centro-sinistra trentino, che ha ottenuto un buon risultato alle elezioni regionali del 22 novembre 1998, ed è divenuta poi modello per la costruzione de La Margherita nazionale nel 2001.

### Presidente della Provincia Autonoma di Trento
Dopo le regionali in Trentino-Alto Adige, è stato eletto nel dicembre 1998 Presidente del Consiglio regionale del Trentino-Alto Adige, incarico che mantiene fino a marzo 1999. L'anno successivo, nel 1999, Dellai è stato eletto per la prima volta presidente della Provincia Autonoma di Trento.
È stato eletto per un secondo mandato il 26 ottobre 2003, raccogliendo il 60,8% dei voti in rappresentanza di una coalizione di centro-sinistra autonomista. Nella prima parte della legislatura, dal 2003 al 2006, ha assunto anche la vicepresidenza del Trentino-Alto Adige. Dal maggio 2006 al febbraio 2009 è stato presidente della Regione, subentrando al collega sudtirolese Luis Durnwalder, secondo il modello della "presidenza a rotazione" presente nella regione Trentino-Alto Adige. La sua giunta provinciale è sostenuta da una maggioranza costituita da Civica Margherita, Sinistra Democratica e Riformista del Trentino, Partito Autonomista Trentino Tirolese, Verdi e Democratici del Trentino, Leali al Trentino e Unione Autonomista Ladina.
Alle elezioni primarie del Partito Democratico dell'ottobre 2007 Dellai ha sostenuto il candidato alla segreteria Enrico Letta. Dopo essersi opposto al Partito Democratico in Trentino, preferendo un soggetto più legato al territorio e all'autonomia locale, il 7 giugno 2008 a Miola, ha dato il via ad nuovo partito, l'Unione per il Trentino, nato dalle radici della Civica Margherita.
Dellai è stato candidato per un terzo mandato alla presidenza della provincia alle elezioni del 9 novembre 2008 (originariamente previste per il 26 ottobre), sostenuto da PATT, Leali al Trentino, Italia dei Valori, Partito Democratico (PD), Unione per il Trentino, Verdi, Unione Autonomista Ladina e l'Unione dei Democratici Cristiani e di Centro (UDC) (che però è stato escluso dalle elezioni): ha vinto con il 56,99% delle preferenze.

### Impegno politico a livello nazionale
Nel mese di novembre 2009 è promotore, assieme a Francesco Rutelli e Bruno Tabacci, del Manifesto per il cambiamento e buon governo che determinerà la nascita di Alleanza per l'Italia, di cui diventa coordinatore nazionale.
Nel 2012 è fra i promotori assieme a Luca Cordero di Montezemolo ed altri del manifesto Verso la Terza Repubblica.
Il 29 dicembre 2012 si dimette dalla carica di presidente della provincia per partecipare alle elezioni politiche del 2013. È eletto deputato sulla lista Scelta Civica. Il suo nome è circolato per la presidenza della camera, alla quale è stata poi eletta Laura Boldrini. Il 19 marzo è stato invece eletto capogruppo di Scelta Civica alla Camera dei deputati.
Il 10 dicembre 2013 abbandona Scelta Civica per fondare il nuovo partito dei Popolari per l'Italia e aderire al nuovo gruppo parlamentare Per l'Italia, di cui diviene capogruppo.
Il 4 luglio 2014 abbandona anche i Popolari per l'Italia e fonda la nuova associazione politica Democrazia Solidale, nuovo partito di centrosinistra alleato col Centro Democratico di Bruno Tabacci. È stato presidente del gruppo parlamentare Democrazia Solidale - Centro Democratico.
Il 29 dicembre 2017, in appoggio al PD e alla coalizione di centro-sinistra di Matteo Renzi, aderisce alla lista elettorale Civica Popolare, che riunisce oltreché l'Unione per il Trentino: Alternativa Popolare di Beatrice Lorenzin, l'Italia dei Valori di Ignazio Messina, L'Italia è Popolare di Giuseppe e Ciriaco De Mita ed i Centristi per l'Europa di Pier Ferdinando Casini, per fare la cosiddetta "quarta gamba" nel centro-sinistra.
Alle elezioni politiche del 2018 viene candidato nel collegio uninominale di Pergine Valsugana per la Camera dei Deputati, dalla coalizione di centro-sinistra in quota Civica Popolare, ma viene sconfitto dal candidato della coalizione di centro-destra in quota leghista Maurizio Fugatti (44,56%).
Nel 2022 fonda, insieme ad altre personalità civiche, il movimento Campobase, di ispirazione popolare, liberale e autonomista. In occasione delle elezioni politiche del 2022 Campobase aderisce ad Alleanza Democratica per l'autonomia, lista presente nei collegi trentini della circoscrizione senatoriale Trentino-Alto Adige composta anche da Partito Democratico - Italia Democratica e Progressista, +Europa, Alleanza Verdi e Sinistra e Azione-Italia Viva; eleggendo Pietro Patton nel collegio di Trento.
Il 4 marzo 2023 si tiene la prima assemblea di Campobase, che sancisce la trasformazione in partito politico e dichiara il sostegno, in vista delle elezioni regionali del 2023, al candidato del centrosinistra Francesco Valduga.
Il 19 luglio seguente viene costituita l’associazione Base Popolare; tra i fondatori oltre a Dellai ci sono Giuseppe De Mita, Gaetano Quagliariello, Marco Follini, Giorgio Merlo, Angelo Sanza e Mario Mauro.